# Денем, Энтони
Энтони Дион Денем—младший (англ. Anthony Dion Denham Jr.; 21 июля 1991, Монтерей, Калифорния) — профессиональный американский футболист, тайт-энд. В сезоне 2014 года выступал в НФЛ в составе «Хьюстон Тексанс», в 2019 году играл за клуб «Солт-Лейк Стэллионс» из ААФ.

## Биография

### Любительская карьера
Он родился 21 июля 1991 года в семье Энтони Денема—старшего и Даны Льюис. В возрасте 11 лет Энтони передали в приёмную семью из-за проблем матери с наркотиками, с отцом он не общался. Только переехав в пригород Лос-Анджелеса Эль-Серено, Денем начал регулярно посещать школу. Из-за этого, после её окончания, он не смог получить спортивную стипендию и поступил в общественный колледж Восточного Лос-Анджелеса, футбольная команда которого играла в чемпионате Ассоциации общественных колледжей Калифорнии. В 2010 году Энтони окончил колледж и благодаря своим спортивным достижениям получил ряд приглашений от университетов. Он играл на позиции принимающего и дважды включался в символические сборные штата.
В 2011 году Денем поступил в Университет Юты. Право выступать за студенческую команду он получил в сезоне 2012 года. В составе «Юты Ютс» Энтони провёл два чемпионата, сыграв в двадцати трёх матчах. Окончил университет в 2013 году, получив степень бакалавра по социологии.

#### Статистика выступлений в NCAA
| Сезон | Команда | Игры | Приём | Приём | Приём | Приём | Вынос | Вынос | Вынос | Вынос |
| Сезон | Команда | Игры | Rec   | Yds   | Y/A   | TD    | Att   | Yds   | Y/A   | TD    |
| ----- | ------- | ---- | ----- | ----- | ----- | ----- | ----- | ----- | ----- | ----- |
| 2012  | Юта Ютс | 11   | 11    | 135   | 12,3  | 0     | 0     | 0     | 0,0   | 0     |
| 2013  | Юта Ютс | 12   | 24    | 291   | 12,1  | 2     | 0     | 0     | 0,0   | 0     |
| Всего | Всего   | 23   | 35    | 426   | 12,2  | 2     | 0     | 0     | 0,0   | 0     |

### Профессиональная карьера
На драфт НФЛ 2014 года Денем вышел в качестве тайт-энда, ему прогнозировали выбор в пятом или шестом раунде. Аналитиками выделялись его физические данные, благодаря длине рук он мог рассматриваться как перспективная цель для пасов вблизи зачётной зоны соперника. Недостатками назывались низкая скорость, слабые навыки блокирующего и игры в составе специальных команд.
Энтони не был выбран ни одним из клубов НФЛ и в мае 2014 года подписал контракт с «Хьюстоном» в статусе незадрафтованного свободного агента. Он стал четвёртым тайт-эндом в составе команды.
В сезоне 2014 года Денем сыграл за «Тексанс» в последних четырёх матчах регулярного чемпионата, большую часть времени выходя в составе специальных команд. Летом 2015 года он получил травму плеча и был вынужден полностью пропустить сезон. В сентябре 2016 года, перед началом чемпионата, он был отчислен из команды во время сокращения ростеров. Оставшуюся часть сезона Денем провёл в резервном составе «Филадельфии».
Из «Иглз» Энтони был отчислен перед началом сезона 2017 года, после чего был приглашён в резервный состав «Аризоны Кардиналс». В августе 2018 года Денем вернулся в «Иглс».
В феврале 2019 года Денем начал выступления в составе «Солт-Лейк Стэллионс». В играх за команду он сделал 18 приёмов на 179 ярдов с одним тачдауном.

#### Статистика выступлений в НФЛ

##### Регулярный чемпионат
| Сезон | Команда         | Игры | Приём | Приём | Приём | Приём | Вынос | Вынос | Вынос | Вынос |
| Сезон | Команда         | Игры | Rec   | Yds   | Y/A   | TD    | Att   | Yds   | Y/A   | TD    |
| ----- | --------------- | ---- | ----- | ----- | ----- | ----- | ----- | ----- | ----- | ----- |
| 2014  | Хьюстон Тексанс | 4    | 0     | 0     | 0,0   | 0     | 0     | 0     | 0,0   | 0     |
| 2015  | Хьюстон Тексанс | 0    | 0     | 0     | 0,0   | 0     | 0     | 0     | 0,0   | 0     |
| Всего | Всего           | 4    | 0     | 0     | 0,0   | 0     | 0     | 0     | 0,0   | 0     |

#### Статистика выступлений в ААФ

##### Регулярный чемпионат
| Сезон | Команда             | Игры | Приём | Приём | Приём | Приём | Вынос | Вынос | Вынос | Вынос |
| Сезон | Команда             | Игры | Rec   | Yds   | Y/A   | TD    | Att   | Yds   | Y/A   | TD    |
| ----- | ------------------- | ---- | ----- | ----- | ----- | ----- | ----- | ----- | ----- | ----- |
| 2019  | Солт-Лейк Стэллионс | 8    | 18    | 179   | 9,9   | 1     | 0     | 0     | 0,0   | 0     |
| Всего | Всего               | 3    | 6     | 70    | 11,7  | 0     | 0     | 0     | 0,0   | 0     |